# Фадеев, Александр Сергеевич
Александр Сергеевич Фадеев (род. 9 августа 1949, Москва) — российский учёный в области гироскопических приборов, конструктор и специалист в области машиностроения и ракетостроения, Генеральный директор ФГУП «Центр эксплуатации объектов наземной космической инфраструктуры» (1999—2013), заместитель генерального директора АО «ЦЭНКИ» по техническому и авторскому надзору, директор филиала АО «ЦЭНКИ» — «Научно-исследовательский институт прикладной механики имени академика В. И. Кузнецова». Доктор технических наук, профессор, заведующий кафедрой «Космические приборы и системы» в МГТУ им. Н. Э. Баумана. Лауреат премии Правительства Российской Федерации в области науки и техники. Лауреат национальной премии «Человек года — 2009».

## Биография
Родился 9 августа 1949 года в Москве. В 1968 году окончил Механический техникум Мосгорисполкома (ныне Московский колледж автоматизации и радиоэлектроники № 27 имени П. М. Вострухина). С 1968 по 1970 годы проходил срочную службу в Вооруженных Силах СССР, затем поступил в Московское высшее техническое училище им. Н. Э. Баумана (ныне — Московский государственный технический университет им. Н. Э. Баумана), которое окончил в 1974 году по специальности «конструирование и производство электронно-вычислительной аппаратуры». С 1970 года работал в Научно-исследовательском институте прикладной механики имени академика В. И. Кузнецова: практикантом, старшим техником, конструктором, председателем профсоюзного комитета, заместителем главного инженера, заместителем директора и заместителе главного конструктора. Участвовал в создании гироскопических приборов и комплексов командных приборов систем управления ракетно-космических комплексов. Принимал участие в разработках конструкторской документации электронных блоков комплекса командных гироскопических приборов для систем управления изделий УР-100, УР-100К, Р-36, космических аппаратов «Алмаз», «Янтарь», непосредственно занимался вопросами повышения надёжности и стойкости к воздействию спецфакторов гироприборов ракет-носителей УР-100УТТХ, Р-36М.
В 1995—1999 годах работал заместителем начальника, начальником отдела информационных технологий, начальником отдела информатики, заместителем управляющего в Волгоградском отделении Сберегательного банка города Москвы.
С 1999 года А. С. Фадеев в течение 14 лет возглавлял «Центр эксплуатации объектов наземной космической инфраструктуры» (ЦЭНКИ) при Российском космическом агентстве (ныне Госкорпорация «Роскосмос»). В 2005 году при личном содействии Фадеева в состав ЦЭНКИ вошёл пришедший в упадок НИИ прикладной механики им. академика Кузнецова, что спасло институт от исчезновения. С 2006 по 2008 годы в состав ЦЭНКИ были переданы объекты космодрома Байконур, находившиеся до этого времени в ведении Министерства обороны РФ. К 2011 году в состав центра был включены ещё 12 предприятий, а общая численность ЦЭНКИ превысила 12 тысяч сотрудников. Под руководством Фадеева «ЦЭНКИ» модернизировал стартовые комплексы для запуска ракет «Союз», «Протон-М», «Днепр» и «Рокот» на космодромах Байконур и «Плесецк», участвовал в создании международных проектов: «Наземный старт» (Байконур) на базе ракеты-носителя «Зенит», стартового комплекса «Союз» в Гвианском космическом центре (Французская Гвиана). В 2009 году за вклад в развитие ракетно-космической промышленности России стал лауреатом национальной премии «Человек года — 2009» в номинации Русского биографического института. В декабре 2013 года Фадеев подал заявление об увольнении по собственному желанию.
С 2017 по 2018 годы А. С. Фадеев работал генеральным директором публичного акционерного общества Центрального научно-производственного объединения «КАСКАД». В 2018 году был назначен директором филиала АО «ЦЭНКИ» — «НИИ ПМ им. академика В. И. Кузнецова». С 2021 года совмещает эту должность с обязанностями заместителя генерального директора АО «ЦЭНКИ» по техническому и авторскому надзору.
Александр Сергеевич Фадеев является учёным в области гироскопических приборов, доктор технических наук, профессор, заведующий кафедрой «Космические приборы и системы» в МГТУ им. Н. Э. Баумана

## Публикации
- Фадеев А. С. Оценка экологических рисков при транспортировке опасных грузов // Транспортная стратегия — XXI век. — 2010. — № 10. — С. 59—60. — ISSN 2311-1704.
- Фадеев А.С. Космический транспорт: новые рубежи // Транспортная стратегия XXI век. — 2012. — № 16. — С. 24—27. — ISSN 2311-1704.
- Безняков А. М., Горбулин В. И., Каргу Д. Л., Фадеев А. С., Щербаков В. И. Методика оптимального планирования применения космических аппаратов дистанционного зондирования Земли в обзорном режиме // Вестник Самарского государственного аэрокосмического университета им. академика С. П. Королёва. — 2013. — ISSN 1998-6629.
- Фадеев А. С., Герди В. Н., Балтян В. К., Федоров В. Г. Интеграция образования, науки и производства: от базиса к реалиям // Высшее образование в России. — 2016. — № 4. — С. 55—63. — ISSN 2072-0459.
- Фадеев А. С., Евдокимов Р. А. Математические модели энергодвигательного комплекса системы транспортно-технического обеспечения для развёртывания и обслуживания орбитальной группировки космических аппаратов // Космическая техника и технологии. — 2013. — № 2. — С. 53—65.
- Фадеев А. С., Филатов В. В., Рукина И. М., Голованов В. И. Реновация территорий и имущественного комплекса Минобороны России на основе индустриальных парков // Муниципальная академия. — 2018. — № 2. — С. 21—26.
- Фадеев А. С., Герди В. Н., Иванов И. Д., Калугина А. С. Исследование возможности повышения точностных характеристик поплавковых гироблоков // Труды ФГУП «НПЦАП». Системы и приборы управления. — 2020. — № 1. — С. 54—62.

## Награды
Александр Сергеевич Фадеев за свой многолетний труд награждён рядом государственных и правительственных наград:
- орден Дружбы (2004);
- орден Почёта (2010);
- медаль «300 лет Российскому флоту» (1996 год);
- медаль «В память 850-летия Москвы» (1997 год);
- Почётная грамота Правительства Российской Федерации (2009 год);
- Премия Правительства Российской Федерации в области науки и техники (2012 год);

Ведомственные награды Федерального космического агентства:
- Знаки: Циолковского, Королёва, Гагарина, «За обеспечение космических стартов», «За содействие космической деятельности», «За международное сотрудничество в области космонавтики», «За заслуги в организации космической деятельности»[1]. Ведомственный знак отличия Госкорпорации «Роскосмос» «За верность космосу»[8].

В 2006 году награждён орденом Сергия Радонежского III степени, в 2013 году — орденом преподобноисповедника Севастиана, схиархимандрита Карагандинского (Казахстанский митрополичий округ).